# Markíza

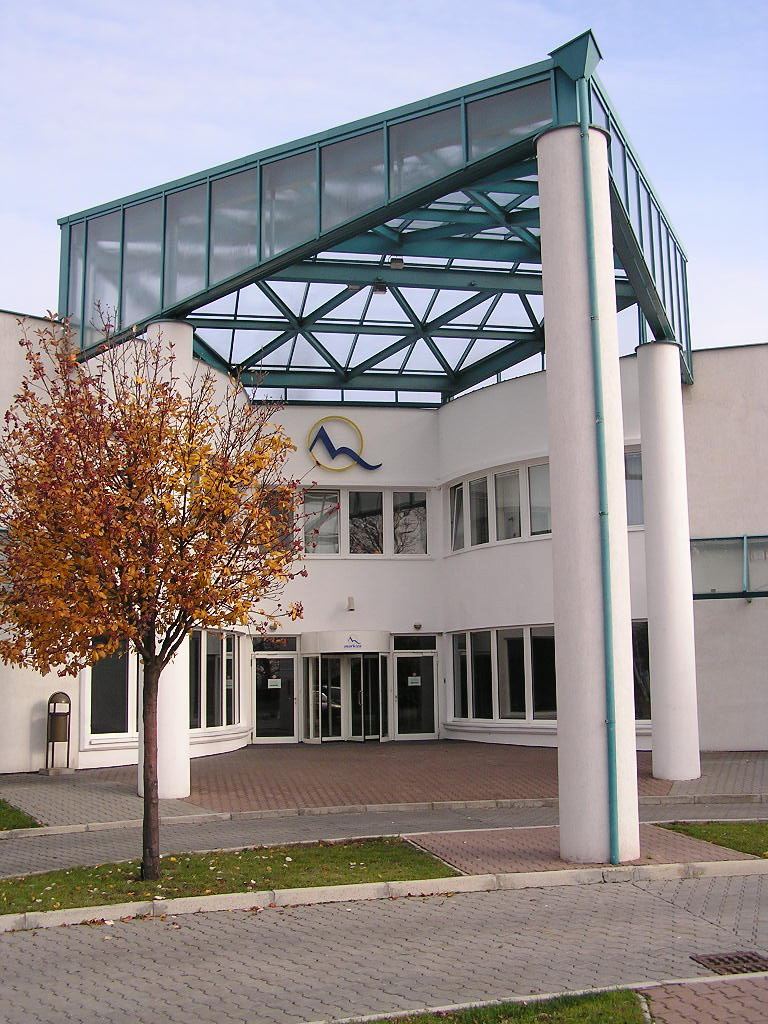
Entrée des studios.

Markíza est une chaîne de télévision privée de Slovaquie. Ses studios sont situés à Bratislava, dans le quartier de Záhorská Bystrica.
Elle appartient au CME fondé par Ronald Lauder.

## Historique
Markíza a commencé ses émissions le 31 août 1996.

## Programmes
La chaîne des séries étrangères et des divertissements.

### Séries étrangères
| - Destilando Amor - Friends - Juste cause - La Guerre à la maison - La Tormenta - Mentalist - Mr. Bean - Newport Beach | - Les Pierrafeu - Rex, chien flic - Scooby-Doo - Summerland - Tom Stone - Tout le monde déteste Chris - Xena, la guerrière |